# 2026 à la télévision
| Années de la télévision : 2023 - 2024 - 2025 - 2026 - 2027 - 2028 - 2029    |
| Décennies de la télévision : 1990 - 2000 - 2010 - 2020 - 2030 - 2040 - 2050 |

Cet article présente les faits marquants de l'année 2026 à la télévision.

## Événements

### Janvier
x

### Février
Du 6 au 22 février : Jeux olympiques d'hiver de Milan et Cortina d'Ampezzo 2026 sur France Télévisions et Eurosport

### Mars
- RMC BFM Play devient RMC+

### Avril
x

### Mai
x

### Juin
x

### Juillet
x

### Août
x

### Septembre
x

### Octobre
x

### Novembre
x

### Décembre
x

## Documentaires
x

## Concerts et spectacles
x

## Émissions
| Émission | Saison | Date de début | Date de fin | Présentation |
| -------- | ------ | ------------- | ----------- | ------------ |
|          |        |               |             |              |

## Jeux télévisés
| Émission | Saison | Date de début | Date de fin | Présentation | Notes |
| -------- | ------ | ------------- | ----------- | ------------ | ----- |
|          |        |               |             |              |       |

## Téléfilms
| Titre | RTBF | RTL TVI | RTS | TF1 | France 2 | France 3 | Canal+ | M6 |
| ----- | ---- | ------- | --- | --- | -------- | -------- | ------ | -- |
|       |      |         |     |     |          |          |        |    |

## Séries télévisées en France

### Diffusées à la télévision
| Série    | Saison | Date de début | Date de fin |
| TF1      | TF1    | TF1           | TF1         |
| -------- | ------ | ------------- | ----------- |
|          |        |               |             |
| France 2 |        |               |             |
|          |        |               |             |
| France 3 |        |               |             |
|          |        |               |             |
| Canal+   |        |               |             |
|          |        |               |             |
| M6       |        |               |             |
|          |        |               |             |

### Diffusées sur les plateformes de streaming

#### Séries américaines et britanniques
| Série       | Saison  | Date de début | Date de fin | Notes   |
| Disney+     | Disney+ | Disney+       | Disney+     | Disney+ |
| ----------- | ------- | ------------- | ----------- | ------- |
|             |         |               |             |         |
| Netflix     |         |               |             |         |
|             |         |               |             |         |
| Prime Video |         |               |             |         |
|             |         |               |             |         |
| Max         |         |               |             |         |
|             |         |               |             |         |

#### Séries françaises
- x

#### Séries espagnoles
- x

#### Séries israéliennes
- x

#### Séries polonaises
- x

#### Séries danoises
- x

#### Séries italiennes
- x

#### Séries argentines
- x

#### Séries australiennes
- x

#### Séries norvégiennes
- x

#### Séries allemandes
- x

#### Séries canadiennes
- x

#### Séries turques
- x

#### Séries coréennes
- x

#### Séries japonaises
- x

#### Séries roumaines
- x

#### Séries suédoises
- x

#### Séries mexicaines
- x

## Décès en 2026
- x

## Récompenses et distinctions
- x